# Téli Márta
Téli Márta (Budapest, 1959. április 18. – 2019. május 31.) magyar színművésznő, jazzénekes, producer, műfordító.

## Életpályája
1978–1979-ben súgóként dolgozott a kaposvári Csiky Gergely Színházban. 1980–1983 között a Színház- és Filmművészeti Főiskola színész szakos hallgatója volt. Párhuzamosan 1980-tól a Bartók Béla Zeneművészeti Főiskola dzsessz szakán is tanult.
1983–1986 között a szolnoki Szigligeti Színház, 1986–1988 között a József Attila Színház tagja volt. 1988 és 1992 között a bostoni Berklee College of Music-ban tanult ösztöndíjasként. Az Egyesült Államokból visszatérve aktívan részt vett a magyar jazzélet fellendítésében. 1991–1994 között a Merlin Színház és a Vidám Színpad előadásaiban szerepelt. 
1996-tól 1998-ig három éven át volt szervezője a Jazz Jam nemzetközi dzsesszfesztiválnak. 2001–2002-ben játszott a tatabányai Jászai Mari Színházban is.
2009-ben Ausztráliába költözött. Előadói tevékenysége mellett színpadi művek és könyvfordítások fűződnek a nevéhez.
2019-ben hosszan tartó súlyos betegség következtében hunyt el.

## Lemezei
- Quiet Motion (1994)
- Változó kék (1997)
- Smiling (1998-ban)
- Changing Blue (2001)
- Follow Your Dreams (2001)
- Árnyékból fény (2005)

## Filmes és televíziós szerepei
- Csinszka (1987)
- Barátok közt (2004–2006, 2007, 2008)

## Műfordításai
- Simon Hawke: Kitaszított (The Outcast) (1993, Valhalla Páholy, Budapest, 1995)
- Shirley MacLaine: Játék az élet (It's All in the Playing) (1987, Édesvíz, Budapest, 1996)
- John Gray: Mindegyik mást akar (How To Get What You Want and Want What You Have) (1999, Édesvíz, Budapest, 1999)
- Mary Higgins Clark: Hozzám tartozol / Mielőtt búcsút mondanék / Az utca, ahol élünk (Reader's Digest, Budapest, 2005)
- Mark Stengler – Paul Anderson: A rák gyógyulásának újabb lehetőségei (Outside the Box Cancer Therapies) (2018, Édesvíz, Budapest, 2019)